# فرماندهی تجهیزات نیروی هوایی
فرماندهی تجهیزات نیروی هوایی (انگلیسی: Air Force Materiel Command) یک فرماندهی اصلی در نیروی هوایی ایالات متحده آمریکا است، که در تاریخ ۱ ژوئیه ۱۹۹۲ از طریق ادغام فرماندهی تجهیزات هوایی و فرماندهی سامانه‌های نیروی هوایی تأسیس شد.
قرارگاه مرکزی فرماندهی تجهیزات نیروی هوایی در پایگاه نیروی هوایی رایت-پترسون، دیتون، اوهایو قرار دارد. این سازمان یکی از ۹ فرماندهی اصلی نیروی هوایی است، که بالغ بر ۸۰ هزار پرسنل نظامی و غیرنظامی دارد، از نظر بودجه بزرگ‌ترین فرماندهی نیروی هوایی و از نظر پرسنل دومین فرماندهی نیروی هوایی است و بیش از ۴۰ درصد از کل نیروی کار غیرنظامی نیروی هوایی را در اختیار دارد.
این فرماندهی تحقیق، توسعه، آزمایش و ارزیابی را انجام می‌دهد و خدمات مدیریت اکتساب و چرخه عمر و پشتیبانی لجستیک، همچنین نگهداری و مدیریت برنامه سیستم‌های تسلیحاتی موجود و آینده را برای نیروی هوایی آمریکا ارائه می‌نماید.